# Pachira mutisiana
Pachira mutisiana är en malvaväxtart som beskrevs av Fern.Alonso. Pachira mutisiana ingår i släktet Pachira och familjen malvaväxter. Inga underarter finns listade i Catalogue of Life.